# Parque nacional Hot Springs
El Parque Nacional Hot Springs (en inglés Hot Springs National Park) es un parque nacional de los Estados Unidos localizado en el centro de Arkansas. Se encuentra adyacente a la localidad de Hot Springs. La reserva Hot Springs fue creada a través de una ley del Congreso el 20 de abril de 1832. El 4 de marzo de 1921 se convirtió en el parque nacional más pequeño en ese momento de los Estados Unidos. 
El río Hot Springs fluye desde la zona occidental de la Montaña Hot Springs que se encuentra situada en la cordillera Guachita. En el parque, la corriente de agua no se ha mantenido en su estado natural, sino que lo que se ha intentado es mantener la producción de agua caliente sin contaminación. Las montañas cercanas al parque también se conservan con este propósito. 
La gente ha utilizado las aguas calientes de Hot Springs desde hace más de doscientos años como tratamiento contra el reumatismo y otras enfermedades. Mientras fue una reserva, a la zona se le conocía por el "Spa de América", atrayendo a ricos y pobres enfermos de todo el mundo. 
Dentro de los límites del parque se encuentra una parte del centro de la ciudad. Hot Springs es uno de los parques más fáciles de visitar. Hay numerosos senderos para pasear y zonas de acampada. El baño en el manantial está permitido, aunque se debe pagar un canon. 

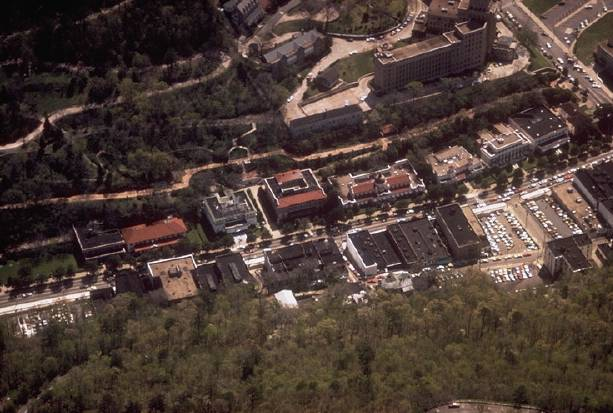
Vista aérea del parque nacional con los tradicionales balnearios. El cuarto a la derecha es el balneario Fordyce que hace las funciones de centro de visitantes.

El parque se ha vuelto muy famoso últimamente recibiendo la cifra récord de 1,5 millones de visitantes en 2003. El parque está abierto de 10:00 a. m. a 5:00 p. m.